# Helena Sočič
Helena Sočič, slovenska farmacevtka in biotehnologinja, * 1. september 1923, Predanovci, Prekmurje, Kraljevina Srbov, Hrvatov in Slovencev (danes Slovenija), † 9. februar 2017, Ljubljana, Slovenija.
Postavila je temelj slovenske znanosti v mikrobni transformaciji in biotehnologiji.

## Življenje
Helena, po domače Ilonka, se je rodila v Prekmurju 1. septembra 1923 v majhni vasici Predanovci blizu Murske Sobote. Njena družina je imela v lasti kavarno v Murski Soboti. Resna, zadržana in vedno urejena Helena se ni nikoli poročila. Imela je eno sestro, svojih otrok ni imela. Umrla je 9. februarja 2017 v Ljubljani, v visoki starosti 93 let.

## Izobrazba
Po zaključenih petih razredih osnovne šole v Murski Soboti, se je prav tako v Murski Soboti vpisala na gimnazijo, kjer je med II. svetovno vojno, leta 1942, maturirala. Na Farmacevtsko fakulteto v Budimpešti na Madžarskem se je vpisala leta 1943. Po enem letu študija, je do konca vojne prakticirala v Szombatheju v Železni Županiji na Madžarskem. Po končani vojni je eno leto študirala v Ljubljani in ker takrat Univerza v Ljubljani še ni imela farmacevtske fakultete, je študij končala v Zagrebu, kjer je prejela naziv diplomirane farmacevtke. Zaposlila se je kot vodja lekarne v Gornji Radgoni. V Ljubljano je prišla leta 1967 na povabilo K. Andreča. 
V letu 1972 Helena Sočič na Univerzi v Ljubljani objavila doktorsko disertacijo z naslovom: »Študij metabolizma tomatidina s pomočjo mikroorganizmov«, ki jo je opredelila s ključnimi besedami: bakterijska transformacija, tomatin, metabolizem, tehnike analitične kemije, metode in biokemija (COBISS). Njen mentor je bil Igor Belič.

## Znanstvena kariera
V letu 1967 se je kot magistra farmacije (mg. ph.) zaposlila na Kemijskem inštitutu Borisa Kidriča v raziskovalni enoti IV z imenom »Biokemija in tehnična mikrobiologija«, ki jo je vodil Igor Belič (KI poročilo 1967). Tu je delovala skupno 21 let, do upokojitve leta 1988. Kot višja raziskovalka je bila voljena članica Sveta inštituta v letih 1967, 1968, 1969, 1970. V letih 1967, 1968 je bila prav tako voljena članica Upravnega odbora inštituta
Raziskovalni sektor inštituta so s koncem leta 1971 sestavljali trije raziskovalni oddelki in osem samostojnih raziskovalnih skupin. Helena Sočič je najprej samo začasno prevzela skrb za vodenje ene izmed teh skupin »Biosinteza LEK«, ko jo je v začetku leta 1971 zapustil večletni šef Igor Belič, potem pa je postala njen polnomočni vodja. 
Skupina je pokrivala raziskovalne potrebe Tovarne farmacevtskih in kemijskih proizvodov Lek, Ljubljana. Problematika skupine je obsegala raziskave s področja biosinteze ergot alkaloidov. Poleg navedene problematike je skupina nadaljevala s prejšnjšnjimi raziskavami s področja steroidov v sodelovanju z Beličem, ki je nadaljeval svoje delo na Medicinski fakulteti v Ljubljani. 
Skupina se je v letu 1978 preimenovala v »Raziskovalno skupino za biosintezo RE VIIIa«, vodila jo je tedaj že habilitirana docentka Helena Sočič, raziskovalna svetnica (KI poročilo 1978). V letu 1981 se je ime skupine glasilo »RE VIIIa - Biosinteza in biotransformacije biološko aktivnih spojin« (KI poročilo 1981). V letu 1983 je prejela Helena Sočič naziv izredna profesorica in raziskovalna svetnica (KI poročilo 1983).
V letih 1983, 1984, 1985 je bila Helena Sočič notranja članica Znanstvenega sveta Kemijskega inštituta, v 1986, 1987, 1988, 1989 pa tudi namestnica predsednika Znanstvenega sveta Kemijskega inštituta.
Vodja skupine je ostala vse do svoje upokojitve 28.6.1988, ko je vodenje predala Radovanu Komelu, izrednemu profesorju in raziskovalnem sodelavcu z Inštituta za biokemijo Medicinske fakultete, ki je bil v dopolnilnem delovnem razmerju na Kemijskem inštitutu (KI poročilo 1971).
Kasneje, v letu 1992, se je oddelek znova preimenoval v »Laboratorij za biosintezo in biotransformacijo L11« (KI poročilo 1992). V letu 2011 je vodstvo skupine, ki jo je ustvarila Helena Sočič, od njenega naslednika Radovana Komela prevzel Gregor Anderluh. V letu 2012 se je skupina ponovno preimenovala, tokrat v »Laboratorij za molekularno biologijo in nanobiotehnologijo L11«. Proti koncu leta 2015 je vodstvo skupine prevzela Marjetka Podobnik, z letom 2017 pa je skupina postala »Odsek za molekularno biologijo in nanobiotehnologijo D11«.

## Tematike raziskovalnega dela
Tematike raziskovalnega dela, v katerih je Helena Sočič in njena skupina sodelovala s slovenskim gospodarstvom, so obsegale: 
- Določanje progesterona v plazmi
- Študij biosinteze lizergove kisline in derivatov
- Študij metabolizma tomatidina z mikroorganizmi
- Zbiranje samorodnih rženih rožičkov na področju Slovenije in njihova selekcija
- Študij submerznega pridobivanja enostavnih derivatov lizergove kisline v laboratorijskem fermentorju
- Razgradnja tomatidina z mikrobom Gymnoascus reesii
- Submerzno pridobivanje lizergove kisline v fermentorju
- Biosinteza klavinskih ergot alkaloidov
- Genetske in biokemijske raziskave gliv rodu Claviceps
- Genetika gliv rodu Claviceps
- Biološke in biokemijske značilnosti glive Aspergillus niger
- Genetske raziskave
- Študij metod rekombinantne DNA tehnologije pri glivi Claviceps purpurea
- Razvoj novih biotehnoloških postopkov in proizvodov
- Simulacija tehnološko pomembnih biotransformacij
- Raziskave s področja biotehnologije

## Nagrade
Za svoje delo je skupaj s sodelavci prejela dve pomebni nagradi:
- Nagrada sklada Borisa Kidriča na področju naravoslovno-matematičnih ved leta 1974 za dosežene rezultate pri biosinteznih raziskavah in posebej za deli »Mikrobna dehidrogenacija tomatidina« in »Mikrobna dehidrogenacija dihidrotomatidina« skupaj z Igorjem Beličem in Vilijem Kramerjem
- Nagrade za iznajdbe in tehnične izboljšave za izum »Postopek za pripravo ergotamina in ergokriptina s submerzno fermentacijo« skupaj z Anko Puc, Francem Arkom, Matjano Didek Brumec, Janezom Čadežom, Anatonom Laniškom in Miho Kremserjem.

## Pedagoško delo
Večino časa je posvečala raziskavam za gospodarstvo in ob tem neformalno in tudi formalno vzgojila več raziskovalcev. 
Strokovno usposabljanje:
- Pavšič Zdravko (1.1986-31.12.1987)
- Mag. Kapelj Nataša (1.1.1986-15.4.1988)

Diplomsko delo:
- Božidar, Ožbolt: Vpliv fizikalnih in kemijskih mutagenov na morfološke in biokemične spremembe Claviceps purpurea: diplomsko delo. Ljubljana, 1978
- Comino, Aleksandra. Izolacija in karakterizacija biokemičnih mutant glive Claviceps purpurea: diplomsko delo. Ljubljana, 1985 (COBISS)
- Vračko, Mateja. Vpliv holesterola na rast in vsebnost tomatina v tkivni kulturi paradižnika: diplomska naloga. Ljubljana, 1987 (COBISS)
- Šnajder, Romana. Vpliv kovin na rast in produkcijo alkaloidov v submerzni kulturi glive Claviceps paspali: diplomsko delo. Ljubljana, 1988 (COBISS)

Magistrsko delo:
- Grm, Bojan: Model biosinteze ergot alkaloidov v saržnem fermentorju: magistrsko delo (1978)
- Comino, Aleksandra. Transformacija glive Claviceps purpurea: magistrsko delo. Ljubljana, 1989 (COBISS)

Doktorsko delo:
- Didek-Brumec, Matjana. Vloga genetskih rekombinacij sevov Claviceps purpurea v biosintezi ergot alkaloidov: doktorska disertacija. Ljubljana, 1994 (COBISS)
- Gaberc-Porekar, Vladka. Študij primarnega in sekundarnega metabolizma glive Claviceps purpurea med submerzno fermentacijo ergot alkaloidov: doktorska disertacija. Ljubljana, 1991 (COBISS)

## Objavljeni članki in poglavja v knjigah
V svoji raziskovalni karieri je v soavtorstvu obljavila, za čas svojega delovanja zavidljiv, obsežen opus 56 člankov v uglednih tujih in domačih revijah. Prav tako je objavila tudi 2 poglavji v knjigah.
Članki
- H. Sočič, K. Andreč. Ein Beitrag zur quantitativen Bestimmung und Trennung der Starke und Glukose. Die Starke, 1967
- Perič-Golia, L., Sočič, H. Biliary bile acids and cholesterol in developing sheep. The American journal of physiology 215 (5) ,1284, 1968
- Perič-Golia, L., Sočič, H.Free bile acids in sheep. Comparative Biochemistry And Physiology 26 (2) 1968
- H. Sočič, I. Belič: Separation and Identification of steroida produoed by fermentative oxidation of progesterone. Analytical Chemistry, 243, 291, 1968
- I. Belič, E. Pertot, H. Sočič: The effect of some factors on the microbiological transformation of progesterone by Fusarium spp.. Mikrobiologija 5, 127, 1968
- Belič I., Pertot E., Sočič H. Transformation of progesterone by Fusarium spp.. Mycopathologia et Mycologia Applicata 38 (3), 225, 1969
- Belič I., Pertot E., Sočič, H. Metabolism of progesterone by Fusarium oxysporum. Journal of Steroid Biochemistry 1 (2), 105, 1970
- Sočič, H. Colorimetric determination of tomatine in tomato plants. Planta Medica 19 (1), 6, 1970
- Belič I., Sočič H. Microbiological dehydrogenation of tomatidine. Experientia 27 (6), 626, 1971
- Belič I., Sočič H. Specificity of the chromogenic reaction of steroids with sulfuric acid. Chromatographia 4 (6), 266, 1971
- Belič I., Pertot E., Sočič H., Suhadolc T. Transformation of progesterone by Fusarium argillaceum. Journal of Steroid Biochemistry 2 (2), 105, 1971
- Belič I., Sočič H. Microbial dehydrogenation of tomatidine. Journal of Steroid Biochemistry 3 (5), 843, 1972
- Belič I., Cimerman A., Sočič H. Cyclo (proline leucine): a metabolite of Nocardia restricta. ACTA BIOL.IUGOSL.SER.B 9 (2), 251, 1972.
- Belič I.,Ghera E., Pertot E., Sočič H. D-norsteroids. II. Microbial hydroxylation of a D-norsteroid ketal. Steroids and lipids research 3 (4), 201, 1972
- Belič I., Kramer V., Sočič H. Microbial dehydrogenation of dihydrotomatidines. Journal of Steroid Biochemistry 4 (4), 363, 1973
- Sočič H., Andreč K. Preparation of tomatine from tomato plants. Acta Pharmaceutica Jugoslavica 23 (3), 1973
- Belič I., Sočičc, H. Microbial degradation of steroid alkaloids. Effect of nitrogen atom in the side chain on the microbial degradation of steroid alkaloids. Acta Microbiologica Academiae Scientiarum Hungaricae 22 (4), 389, 1975
- Belič I., Gaberc-Porekar V., Sočič H. Dehydrogenation of solasodanol and solasodine by Nocardia restrictrus. Vestnik Slovenskega Kemijskega Društva 22, (1-4)49, 1975
- Belič, I.,Hiršl-Pintarič, V.,Sočič, H.,Vranjek, B. Microbial cleavage of the tomatidine spiroketal sidechain. Journal of Steroid Biochemistry 6 (8), 1211, 1975
- Belič I.,Komel R., Sočič H. Epimerisation of 3β-ol to 3α-ol steroid alkaloids by Nocardia restrictus. Steroids 29 (2), 271, 1977
- Puc A., Sočič, H. Carbohydrate nutrition of claviceps purpurea for alkaloid production related to the osmolality of media. European Journal of Applied Microbiology 4 (4), 283, 1977
- Puc A., Sočič H. Pridobivanje čistih kemijskih ras in sevov Claviceps purpuea iz samorodnih rožičkov, Slovenski Farmacevtski Vestnik, 4, 271, 1979
- Gaberc-Porekar V., Sočič H. New chromogenic reagent for carboxylic acids on thin-layer plates. Journal of Chromatography A 178 (1), 307,1979
- Sočič H., Gaberc-Porekar V. Micromethod for the quantitative determination of succinic acid in the fermentation media. European Journal of Applied Microbiology and Biotechnology 9 (1), 53, 1980
- Sočič H., Gaberc-Porekar V. Direct thin-layer densitometric determination of citric acid in fermentation media. Fresenius' Zeitschrift für Analytische Chemie 309 (2),114, 1981
- Belič I., Gaberc‐Porekar V., Sočič H., Žakelj M. Transformation of tomatidine by Gymnoascus reesii. Zeitschrift für allgemeine Mikrobiologie 22 (6), 359, 1982
- H. Sočlč, E. Pertot, M. Didek-Brumec: The effect of media composltlon on the fermentative production of Claviceps ergot alkalolds, Vestnik Slovenskega Kemijskega društva 31 (4), 1982
- Gaberc‐Porekar V., Didek‐Brumec M., Sočič H. Direct selection of active Claviceps colonies on agar plates. Zeitschrift für allgemeine Mikrobiologie 23 (2), 95, 1983
- Gaberc‐Porekar V., Sočič H. Automated qualitative and quantitative analysis of individual sugars in fermentation media. Vestnik Slovenskega Kemijskega Društva, 31 (4), 369, 1984
- Miličić S., Kremser M., Povšič Z., Sočič H. Growth and sporulation of the fungus Claviceps purpurea in batch fermentation. Applied Microbiology and Biotechnology 20 (5), 1984
- Pertot E., Čadež J., Miličič S., Sočič H. The effect of citric acid concentration and pH on the submerged production of lysergic acid derivatives. Applied Microbiology and Biotechnology 20 (1), 29, 1984
- Komel R., Rozman D., Puc A., Sočič H. Effect of immobilization on the stability of Claviceps purpurea protoplasts. Applied Microbiology and Biotechnology 23 (2), 106, 1985
- Puc A., Didek‐Brumec M., Sočič H. Vzgoja visokoproduktivnih sevov glive Claviceps purpurea za submerzno proizvodnjo ergot alkaloidov, Prehrambeno Tehnološka Revija 23, 29, 1985
- Sočič H., Gaberc-Porekar V., Didek-Brumec M. Biochemical characterization of the inoculum of Claviceps purpurea for submerged production of ergot alkaloids. Applied Microbiology and Biotechnology 21 (1-2), 91, 1985
- Sočič H., Gaberc‐Porekar V., Pertot E., Puc A., Miličić S. Developmental studies of Claviceps paspali seed cultures for the submerged production of lysergic acid derivatives. Journal of Basic Microbiology 26 (9), 533, 1986
- Kus B., Didek‐Brumec M., Alačevič M., Sočič H. Benomyl resistant mutants of Claviceps purpurea strains, Biološki vestnik 3, 43, 1986
- Miličić S., Kremser M., Povšič Z., Sočič H. Growth and sporulation of the fungus Claviceps purpurea in batch fermentation, Biotechnology and genetic engineering - Privredni Pregled 47, 1985/86
- Pertot E., Puc A., Sočič H. Isolation and morphological characterization of a conidia-forming Claviceps paspali mutant. Folia Microbiologica 31 (5), 363, 1986
- Sočič H., Gaberc-Porekar V., Pertot E., Puc A., Miličić S. Developmental studies of Claviceps paspali seed – cultures for the submerged production of lysergic acid derivatives, Journal of Basic Microbiology 26, 533, 1986
- Didek‐Brumec M., Sočič H., Puc A., Alačevič M. Isolation and characterization of a high yielding ergotoxines producing Claviceps purpurea strains, Prehrambeno-Tehnološka i Biotehnološka revija 25, 103, 1987
- Pertot E., Jezernik K., Didek‐Brumec M., Sočič H. Ultrastructural characteristics of a submerged active Claviceps paspali strain. Journal of Basic Microbiology 27 (7), 369, 1987
- Puc A., Miličić S., Kremser M., Sočič H. Regulation of ergotoxine biosynthesis in Claviceps purpurea submerged fermentation. Applied Microbiology and Biotechnology 25 (5), 449, 1987
- Miličić S., Kremser M., Gaberc-Porekar V., Didek-Brumec M., Sočič H. Correlation between growth and ergot alkaloid biosynthesis in Claviceps purpurea batch fermentation. Applied Microbiology and Biotechnology 27 (2), 117, 1987
- Kus B., Didek‐Brumec M., Sočič H., Gaberc-Porekar V., Alačević M., Determination of metabolic blocks in Claviceps purpurea arg mutants. Prehrambeno-Tehnološka i Biotehnološka Revija 25 (4), 127, 1987
- Gaberc-Porekar V., Sočič H., Pertot E., Miličić, S. Metabolic changes in a conidia-induced Claviceps paspali strain during submerged fermentation. Canadian Journal of Microbiology 33 (7), 602, 1987
- Didek‐Brumec M., Jezernik K., Puc A., Sočič H. Ultrastructural characteristics of Claviceps purpurea seed cultures. Journal of Basic Microbiology 28 (9-10), 589, 1988
- Pertot E., Rozman D., Miličić S., Sočič H. Morphological differentiation of immobilized Claviceps paspali mycelium during semi-continuous cultivation. Applied Microbiology and Biotechnology 28 (2), 209, 1988
- Miličić S., Kremser M., Gaberc-Porekar V., Didek-Brumec M. ,Sočić, H. The effect of aeration and agitation on Claviceps purpurea dimorphism and alkaloid synthesis during submerged fermentation. Applied Microbiology and Biotechnology 31 (2), 134, 1989
- Comino A., Kolar M., Schwab H., Sočič H. Heterologous transformation of Claviceps purpurea. Biotechnology Letters 11 (6), 389, 1989
- Gaberc-Porekar V., Didek-Brumec M., Sočič H. Carbohydrate metabolism during submerged production of ergot alkaloids. Applied Microbiology and Biotechnology 34 (1), 83, 1990
- Pertot E., Gaberc‐Porekar V., Sočič H. Isolation and characterization of an alkaloid‐blocked mutant of Claviceps paspali. Journal of Basic Microbiology 30 (1), 51, 1990
- Didek‐Brumec M., Gaberc‐Porekar V., Alačević M., Miličić S., Sočič H. Activation of ergot alkaloid biosynthesis in prototrophic isolates by Claviceps purpurea protoplast fusion. Journal of biotechnology, 20, 271, 1991
- Didek‐Brumec M., Gaberc‐Porekar V., Alačević M., Druškovič B., Sočič H. Characterization of sectored colonies of a high‐yielding Claviceps purpurea strain. Journal of Basic Microbiology 31 (1), 27, 1991
- Gaberc-Porekar V., Didek-Brumec M., Sočič H. Accumulation of anthranilic acid by Claviceps purpurea recombinant strains. Acta Pharmaceutica 43 (2), 91, 1993
- Miličić S., Velušček J., Kremser M., Sočič H.Mathematical modeling of growth and alkaloid production in * Didek-Brumec M., Gaberc-Porekar V., Alačević M., Sočič H. Strain improvement of Claviceps purpurea by protoplast fusion without introducing auxotrophic markers. Applied Microbiology and Biotechnology 38 (6), 746, 1993

Poglavji v knjigah
- Kramer V., Belič I., Sočič H. Mass spectrometric identification of metobolits from microbial dehydrogenction of tomatidine and derivatives, in A.Frigerio and N.Castaqnoli : Mass spectrometry in Biochemiatry and Medicine, Raven PreBBs New York, 1974
- Sočič H., Gaberc-Porekar V. Biosynthesis and physiology of ergot alkaloids. V: Arora Dilip K. (ur.), Elander R. P. (ed.), Mukerji K. G. (ed.). Handbook of applied mycology. Volume 4, Fungal biotechnology. New York; Basel; Hong Kong: Dekker. cop. 1992, str. 475